# 53285 Моймир
53285 Моймир (53285 Mojmír) — астероїд головного поясу, відкритий 24 березня 1999 року.
Тіссеранів параметр щодо Юпітера — 3,266.